# Freigrafschaft
Freigrafschaft (ndd.: frigrêveschap) bezeichnet sowohl das Amt und die Amtsgewalt als auch das Gebiet eines Freigrafen. Der Freigraf wurde vom König oder in dessen Namen mit der Freigrafschaft belehnt und übte dort im Auftrag seines Lehnsherrn als Vorsitzender der Freigerichte die Gerichtsbarkeit aus. Eine Freigrafschaft umfasste gewöhnlich mehrere Gerichtsbänke (Freistühle), die schließlich nur noch über Freie, nicht einem Grundherrn Hörige richteten. Ursprünglich lediglich Gerichtsbezirke, entwickelten sich Freigrafschaften oder einzelne Freigerichte oftmals zu eigenständigen Herrschaften.
Während die hochmittelalterliche, auf karolingische Ursprünge zurückgehende Grafschaft ihre Hochgerichtsbarkeit infolge der mit der Territorialisierung einhergehenden Mediatisierung verloren, konnten vor allem in Westfalen Freigrafschaften diese neben anderen Formen der Justiz teilweise bis ins 19. Jahrhundert beibehalten.

## Struktur und Entwicklung

Karte der westfälischen Freistühle, Th. Linder, Die Veme

Zu jeder westfälischen Freigrafschaft gehörten mehrere Gerichtsstätten unter freiem Himmel (häufig unter hohen Bäumen), Frei- oder (Ding-)Stühle genannt. Der designierte Freigraf wurde vom Stuhlherrn mit der Freigrafschaft belehnt. Dieser saß dem alle achtzehn Wochen tagenden Gericht vor. Sämtliche Männer des Freigerichtsbezirks waren dingpflichtig. Zum Freigericht gehörte auch, wie schon zur Zeit Karls des Großen, ein Schöffenkollegium. In den westfälischen Bistümern Köln, Münster, Paderborn und Osnabrück hat man über 400 Freistühle gezählt. Manche von ihnen hatten eine zwar wechselvolle, aber doch ununterbrochene tausendjährige Geschichte.
Die Zuständigkeit der Freigerichte ergab sich im Wesentlichen aus der Zuständigkeit des karolingischen Grafen für die Bannfälle. Das Freigericht war unter anderem zuständig für Streit über Eigentum an Grund und Boden – daher auch für die Beurkundung von Eigentumsübertragungen – und für todeswürdige Verbrechen. Dabei entwickelten sie sich aus und neben anderen Gerichten, vor allem dem Gogericht.
Im 14. und 15. Jahrhundert erreichte die Bedeutung der Frei- oder Femegerichte ihren Höhepunkt. Teilweise wird dies darauf zurückgeführt, dass 1371 Kaiser Karl IV. den Stuhlherren, Freigrafen und Freischöffen die Durchsetzung des Landfriedens übertrug, sodass in der Folge des Landfriedensbruchs Angeklagte in ganz Deutschland vor ein zumeist westfälisches Freigericht geladen und bei Ausbleiben in die Acht erklärt werden konnten.